# 835. pr. Kr.
◄ | 10. stoljeće pr. Kr. | 9. stoljeće pr. Kr. | 8. stoljeće pr. Kr. | ►
◄ | 860-ih pr. Kr. | 850-ih pr. Kr. | 840-ih pr. Kr. | 830-ih pr. Kr. | 820-ih pr. Kr. | 810-ih pr. Kr. | 800-ih pr. Kr. | ►
◄◄ | ◄ | 838. pr. Kr. | 837. pr. Kr. | 836. pr. Kr. | 835 pr. Kr. | 834. pr. Kr. | 833. pr. Kr. | 832. pr. Kr. | ► | ►►
Astronomija

## Događaji
- Moapljani dižu ustanak, pod zapovjedništvom kralja Meše, protiv Izraela, postigavši važne pobjede (prema nekim izvorima 840. pr. Kr.).